# Friona didymata
Friona didymata är en stekelart som beskrevs av Morley 1914. Friona didymata ingår i släktet Friona och familjen brokparasitsteklar. Inga underarter finns listade i Catalogue of Life.